# Ian Malcolm (Jurassic Park)
Pour les articles homonymes, voir Ian Malcolm et Malcolm.
Le Pr Ian Malcolm est un personnage de fiction dans Jurassic Park (Le Parc jurassique), roman de Michael Crichton paru en 1990, puis dans Le Monde perdu, la suite parue en 1995. Il est mathématicien, spécialisé dans la théorie du chaos. Prévenant du danger de ressusciter les dinosaures, il devient la principale opposition de John Hammond. Il a aussi un faible pour le Dr Ellie Sattler. C'est du reste le seul personnage qui apparaît dans les deux romans.

## Cinéma
Il apparaît dans les deux films adaptés des deux romans Jurassic Park, un film de Steven Spielberg de 1993 et le Monde perdu : Jurassic Park, un film de Steven Spielberg de 1997, suite du précédent (mais pas dans le troisième,  Jurassic Park 3 de Joe Johnston en 2001, bien que Alan Grant parle de lui à Erik Kirby). Il y est interprété par Jeff Goldblum (VF : Richard Darbois). Il quitte l'île, blessé, à la fin du deuxième roman, alors que dans le deuxième film, il devient le héros de la fin quand il ramène un Tyrannosaurus Rex et son petit sur le paquebot pour le ramener sur l'île Isla Sorna. 
Ian revient dans Jurassic World: Fallen Kingdom de Juan Antonio Bayona, sorti en 2018. Dans ce film, son rôle se cantonne cependant à deux discours avec le gouvernement, le premier où il affirme, non sans regrets toutefois, que le gouvernement devrait laisser le Mont Sibo éradiquer les dinosaures survivants d'Isla Nublar. Il réapparaît tout à la fin en prévenant l'arrivée d'une nouvelle ère où cohabitent l'Homme et les dinosaures. Dans l'opus suivant (Jurassic World : Le Monde d'après), sorti en 2022, il retrouve un rôle de premier plan, aux côtés des professeurs Alan Grant et Ellie Sattler, autres protagonistes du premier film.

## Jeux vidéo
- 1997 : Chaos Island: The Lost World - Jurassic Park
- 2015 : Lego Jurassic World
- 2018 : Jurassic World Evolution

## Interprète
Spielberg a tout de suite choisi Goldblum pour ce rôle. Grand amateur de dinosaures, Goldblum a rencontré James Gleick et Ivar Ekeland pour discuter de la théorie du chaos afin de préparer son rôle.